# Stella Lugo
Pour les articles homonymes, voir Lugo.
Stella Lugo est une femme politique vénézuélienne, née à Caripito le 28 novembre 1965. Épouse de Jesús Montilla, gouverneur de l'État de Falcón entre 2000 et 2008, elle lui succède à la tête de cet État, élue à deux reprises en 2008 et 2012. Elle est ministre du Tourisme entre 2018 et 2019, puis ministre du Territoire insulaire Francisco de Miranda à partir de 2017. Elle serait actuellement l'ambassadrice du gouvernement du Venezuela en Argentine mais sa nomination aurait été rejetée par le président argentin Alberto Fernández.

## Biographie

### Formation
Stella Marina Lugo Betancourt naît à Caripito, dans l'État de Monagas le 28 novembre 1965. Ell est la fille de Pacomio Lugo Jiménez, diplômé en sciences et militaires et administration, et Gladys Betancourt de Lugo, diplômée en éducation.
Stella Lugo est diplômée en comptabilité publique obtenu à l'université de Zulia en 1995.

### Carrière politique
En novembre 2017, elle est nommée ministre ou « cheffe » du Territoire insulaire Francisco de Miranda, un archipel de l'Atlantique au nord des côtes continentales du pays et division administrative des Dépendances fédérales.
En janvier 2020, le portail Internet Infobae révèle que le président argentin Alberto Fernández aurait rejeté la nomination de Stella Lugo comme ambassadrice du gouvernement du Venezuela en Argentine.

## Controverses
Selon Infobae reprenant le député José Luis Pirela, président de la sous-commission de la lutte contre la drogue, l'antiterrorisme et du crime organisé dépendant de l'Assemblée nationale du Venezuela, son frère Noel Lugo et son cousin Carlos Betancourt son impliqués dans un narcotrafic opérant dans le parc national Archipiélago de Los Roques situé dans le Territoire insulaire Francisco de Miranda dont elle est cheffe ou ministre de 2017 à 2019. Selon l'opposition vénézuélienne, elle serait elle-même impliquée dans ce trafic.
En 2016, le chef du parti Vente, José Amalio Graterol, accuse le clan Lugo-Mantilla d'avoir pillé l'État de Falcón dont les deux époux ont été à tour de rôle gouverneurs de 2000 à 2017 et d'avoir empêché le développement des infrastructures de l'État (aqueduc d'eau potable dit acueducto Bolivariano, et l'usine Josefa Camejo) qui permettrait d'enrayer les pénuries d'eau et d'électricité qui touchent le pays.

## Sources
- (es) Cet article est partiellement ou en totalité issu de l’article de Wikipédia en espagnol intitulé « Stella Lugo » (voir la liste des auteurs).